# The Multiversity
The Multiversity — ограниченная серия комиксов, состоящая из двух выпусков, которые объединены с семью взаимосвязанными ваншотами. Действие происходит в Мультивселенной DC в The New 52. За сценарий отвечал Грант Моррисон. Выпуски выходили с августа 2014 года по апрель 2015 года.

## Синопсис
Сюжетная арка повествует о Мультивселенной DC Comics, которую захватила раса космических паразитов Джентри (англ. the Gentry).

## Сборники
- The Multiversity Deluxe Edition (все выпуски The Multiversity, 448 стр., 21 октября 2015, ISBN 978-1401256821)[1][2]

## Отзывы
На сайте Comic Book Roundup серия имеет оценку 8,4 из 10 на основе 62 рецензий. Майк Логсдон из IGN поставил первому номеру 9,3 балла из 10 и написал, что «дебютный выпуск включает в себя удивительный экшн с элементами классической супергероики». Заключительной части он поставил оценку 9,5 из 10 и подчеркнул, что это «удивительное завершение». Дуг Завиша из Comic Book Resources про первый выпуск писал, что «Моррисон не просто знакомит читателей с героями из странных других вселенных, он также вплетает [одну] историю в [другую] историю». Его коллега Грек Макэлхаттон обозревал последний номер и посчитал, что «хотя он завершается удовлетворительно, это не совсем то, чего достигли некоторые отдельные выпуски».